# Fontaines-les-Sèches
Fontaines-les-Sèches ist eine französische Gemeinde mit 26 Einwohnern (Stand: 1. Januar 2022) im Département Côte-d’Or in der Region Bourgogne-Franche-Comté. Sie gehört zum Arrondissement Montbard und zum Kanton Montbard.
Nachbargemeinden sind Sennevoy-le-Bas im Nordwesten, Laignes im Norden, Nesle-et-Massoult im Osten, Savoisy und Verdonnet im Süden und Jully im Südwesten.

## Bevölkerungsentwicklung
| Jahr                       | 1962 | 1968 | 1975 | 1982 | 1990 | 1999 | 2008 | 2015 |
| -------------------------- | ---- | ---- | ---- | ---- | ---- | ---- | ---- | ---- |
| Einwohner                  | 109  | 82   | 87   | 59   | 47   | 50   | 40   | 31   |
| Quellen: Cassini und INSEE |      |      |      |      |      |      |      |      |